# Белостоцкий, Иван Степанович
Ива́н Степа́нович Белосто́цкий (6 [18] января 1882, село Амвросиевка, Таганрогский округ, область Войска Донского, Российская империя — 31 января 1968, Челябинск, СССР) — деятель революционного движения в России. Член партии с 1904 года (большевик), член ЦК РСДРП(б). Почётный гражданин Челябинска (01.11.1967).

## Биография

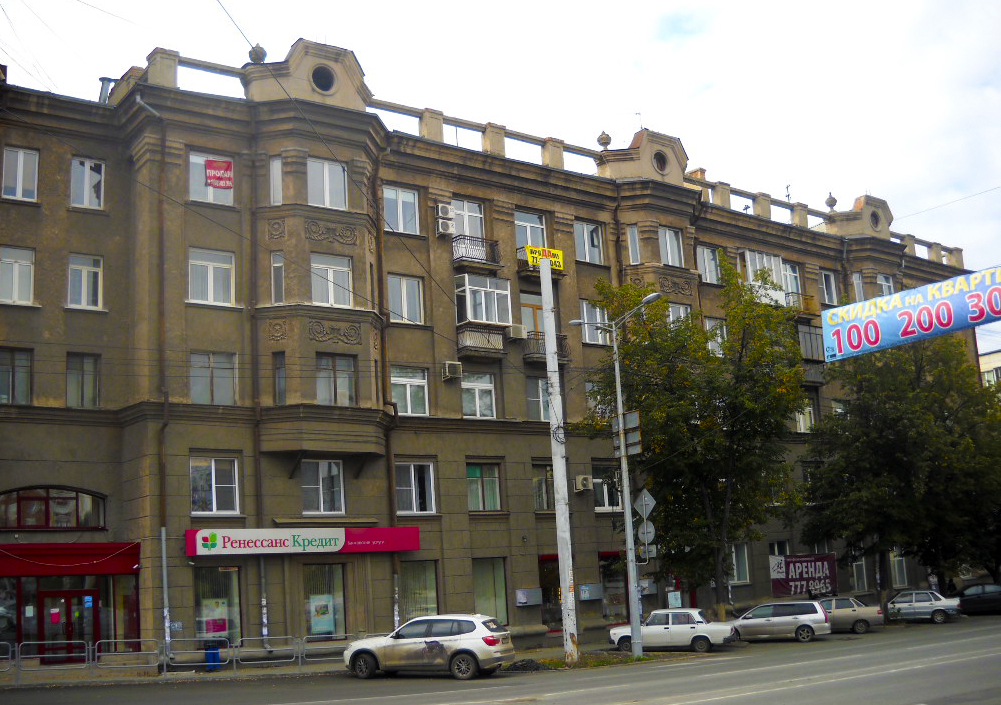
Дом, в котором жил Белостоцкий, Челябинск

Окончил два класса церковно-приходской школы. Был рабочим-токарем. В 1905 году организовал стачку на Брянском паровозостроительном заводе. Арестовывался в 1904 и 1905 годах, сидел в  Орловской тюрьме. В 1906 году освобождён. Работая на заводах различных городов России (Мариуполь, Баку, Москва и т.д.), занимался революционной агитацией. Весной 1911 года петербургским комитетом РСДРП был направлен в партийную школу в Лонжюмо под Парижем. В январе 1912 года на Пражской партийной конференции был заочно кооптирован в состав ЦК РСДРП. Вместе с ним тогда же был кооптирован и И. В. Сталин. В 1912 г. за распространение большевистской газеты «Правда» был арестован и сослан в 3-летнюю ссылку в село Усть-Цильма Архангельской губернии.
Участник Гражданской войны.
С 1917 года работал на Урале.
С 19 августа 1919 года заведующий Екатеринбургского губернского, а с 1924 года до ноября 1929 года — Уральского областного отдела здравоохранения.
В 1928—1930 годах также являлся ответственным редактором «Уральского медицинского журнала».
В 1930—1934 годах работал на строительстве Челябинского тракторного завода.
В 1934—1936 годах начальник благоустройства Челябинска и директор треста «Дорстрой».
Затем работал на ЧТЗ. Начальник снабжения строительства ЧТЗ, руководитель работ по монтажу металлоконструкций основных цехов завода, в годы войны – начальник сборочного цеха.
С 1958 года персональный пенсионер союзного значения.
Похоронен на Успенском кладбище Челябинска.
Внук — Артём Артёмович Белостоцкий (1947—2012), известный уральский художник и галерист. Правнук — Илья Дмитриевич Белостоцкий (р. 1973), режиссёр детского кино.

## Награды и память

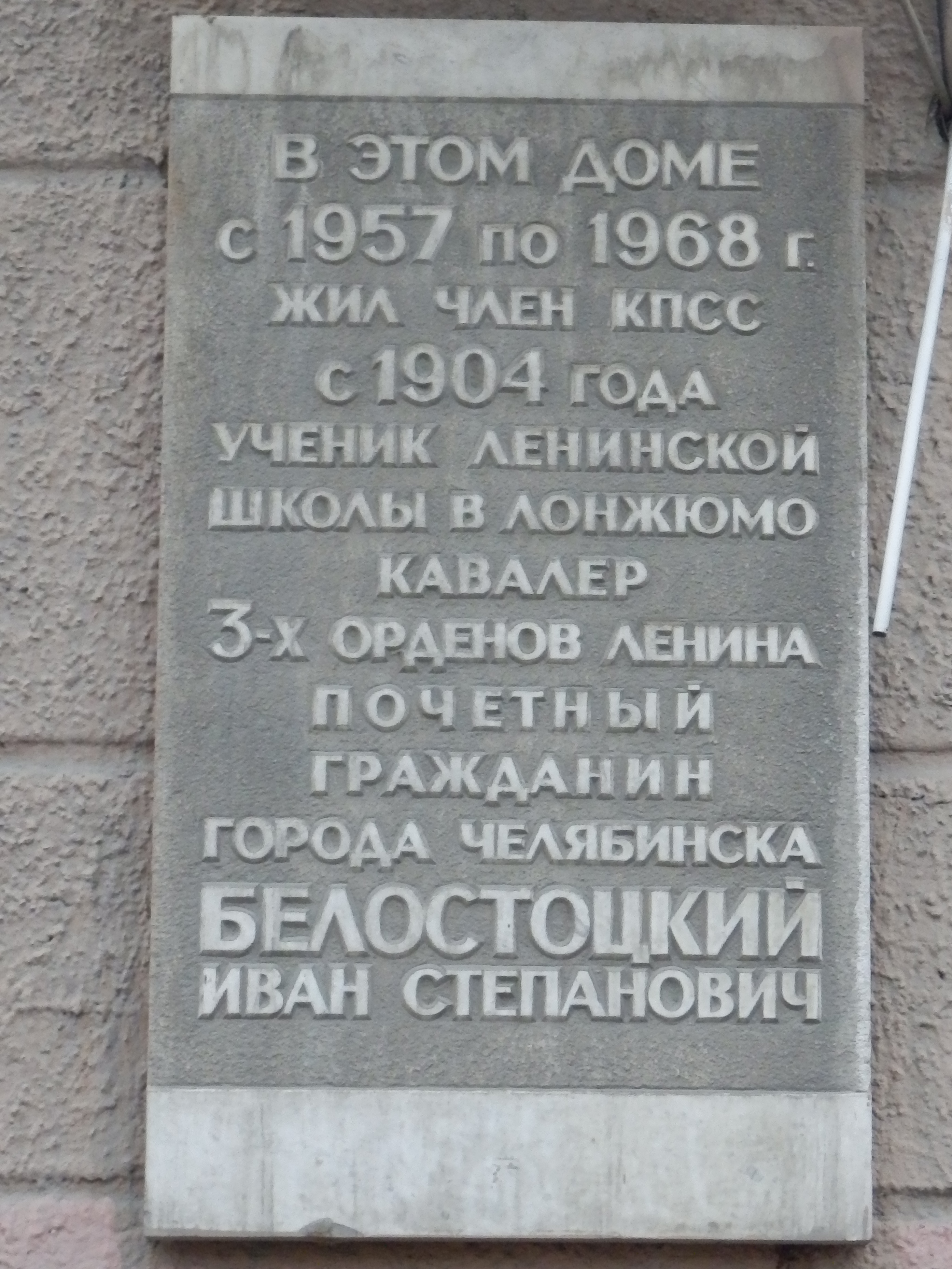
Мемориальная доска И. С. Белостоцкому на фасаде дома где он жил

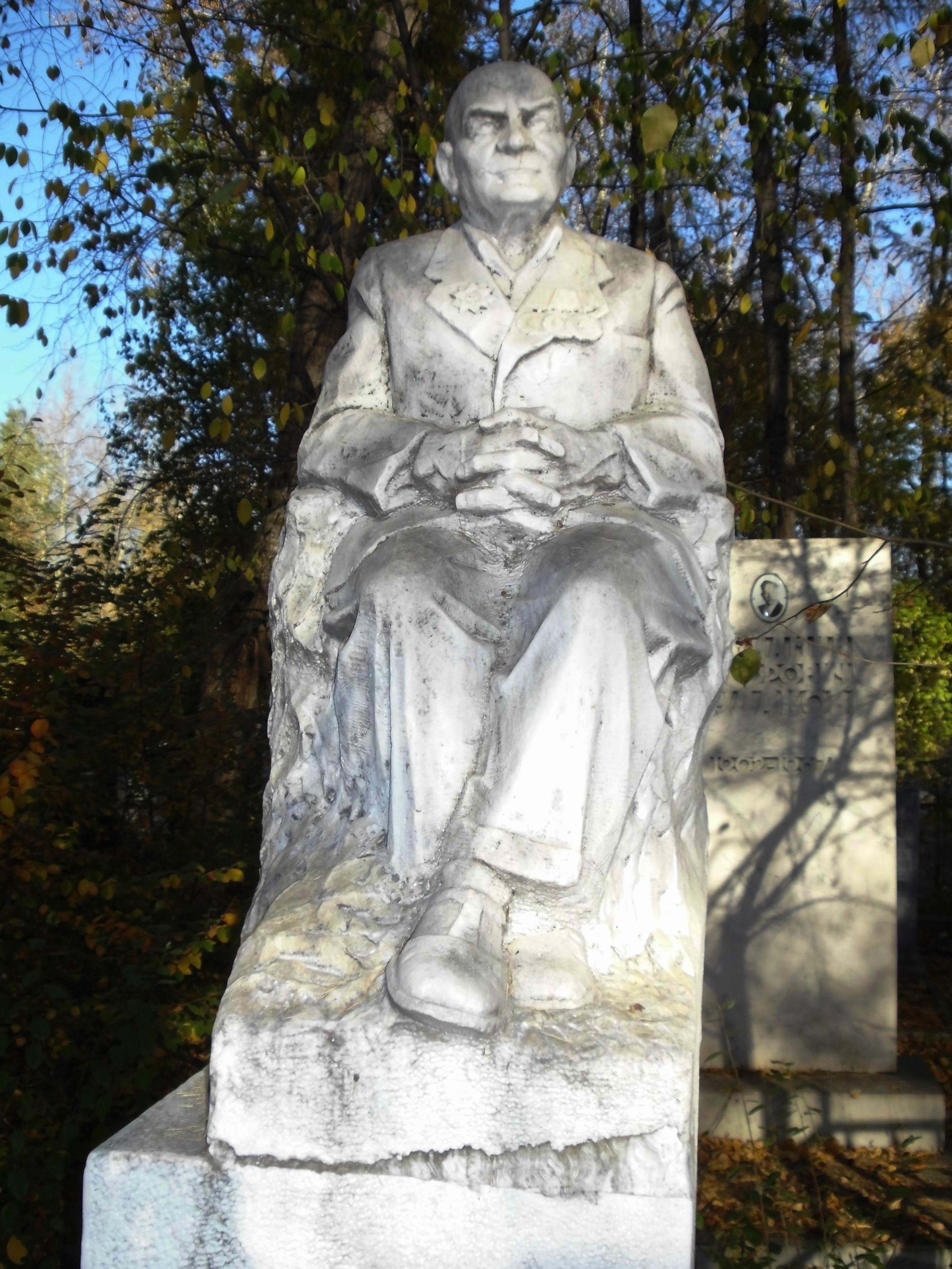
Памятник на могиле

Награждён тремя орденами Ленина, орденами Трудового Красного Знамени и Отечественной войны 2-й степени.
Его именем названа улица в Тракторозаводском районе Челябинска, а также до 2015 года его имя носила одна из улиц в Днепропетровске.
В Челябинске И. С. Белостоцкому установлены две мемориальные доски: на доме, где он жил с 1957 по 1968 гг. (ул. Свободы, 66), и на здании заводоуправления ЧТЗ (пр. Ленина, 3).